# Mathieu Perreault
Mathieu Perreault (ur. 5 stycznia 1988 w Drummondville, Quebec) – kanadyjski hokeista.

## Kariera
- Magog Cantonniers (2004–2005)
- Acadie-Bathurst Titan (2005–2008)
- Hershey Bears (2008–2011)
- Washington Capitals (2009–2013)
  -  HIFK (2013)
- Anaheim Ducks (2013–2014)
- Winnipeg Jets (od 2014)

Od 2005 przez trzy sezony w kanadyjskiej lidze juniorskiej QMJHL w ramach CHL. W drafcie NHL z 2006 został wybrany przez Washington Capitals. Od 2008 grał przez trzy lata w jego zespole farmerskim w lidze AHL, a od 2008 równolegle występował w lidze NHL. W lipcu 2011 przedłużył kontrakt z Waszyngtonem o rok, a w lipcu 2012 o dwa lata. Od końca listopada 2012na okres lokautu w sezonie NHL (2012/2013) związał się z fińskim klubem HIFK (w jego barwach rozegrał siedem meczów). Następnie powrócił do USA i rozegrał skrócony sezon NHL. Od września 2013 zawodnik Anaheim Ducks (w toku wymiany za Johna Mitchella i zobowiązania draftowe). Zawodnikiem Anaheim był do końca czerwca 2014. Od lipca 2014 zawodnik Winnipeg Jets związany trzyletnim kontraktem.

## Sukcesy
Klubowe
- Mistrzostwo dywizji AHL: 2009, 2010 z Hershey Bears
- Mistrzostwo konferencji AHL: 2009, 2010 z Hershey Bears
- Mistrzostwo w sezonie regularnym AHL: 2010 z Hershey Bears
- F.G. „Teddy” Oke Trophy: 2009, 2010 z Hershey Bears
- Frank Mathers Trophy: 2009, 2010 z Hershey Bears
- Puchar Caldera - mistrzostwo AHL: 2009, 2010 z Hershey Bears
- Mistrzostwo dywizji NHL: 2011, 2013 z Washington Capitals

Indywidualne
- Sezon QMJHL i CHL 2006/2007:
  - Drugie miejsce w klasyfikacji asystentów w sezonie zasadniczym QMJHL: 78 asyst
  - Tierwsze miejsce w klasyfikacji kanadyjskiej w sezonie zasadniczym QMJHL: 119 punktów[7]
  - Pierwszy skład gwiazd QMJHL
  - Michel Brière Trophy - Najbardziej Wartościowy Zawodnik (MVP) QMJHL
  - Drugi skład gwiazd CHL
- Sezon QMJHL i CHL 2007/2008:
  - Pierwsze miejsce w klasyfikacji asystentów w sezonie zasadniczym QMJHL: 80 asyst
  - Trophée Jean Béliveau - pierwsze miejsce w klasyfikacji kanadyjskiej w sezonie zasadniczym QMJHL: 114 punktów[8]
  - Drugi skład gwiazd QMJHL
  - Drugi skład gwiazd CHL